# Flaggenflosser
Die Flaggenflosser (Aulopidae) sind eine Familie der Eidechsenfischverwandten (Aulopiformes). Es gibt zwölf Arten und vier Gattungen.

## Verbreitung
Flaggenflosser leben außer in tropischen und subtropischen Regionen des Atlantik und Pazifik, auch im Mittelmeer. Ihr Lebensraum sind die Weichböden des Kontinentalschelfes. Sie leben besonders häufig vor Madeira, den Kanarischen Inseln und der Küste des nordwestlichen Afrika.

## Aussehen
Flaggenflosser sind von schlanker, länglicher Gestalt, ihr Körper ist von Rund- oder Kammschuppen bedeckt. Die Anzahl der Wirbel liegt bei  36–53. Die Raubfische haben einen großen Kopf, große Augen und ein tief gespaltenes Maul. Sie werden 20 bis 60 Zentimeter lang. Die Rückenflosse ist groß und befindet sich auf dem vorderen Drittel des Körpers. Auch Bauch- und Afterflosse sind groß. Flaggenflosser besitzen eine Fettflosse.
- Flossenformel: Dorsale 14–22; Anale 9–13; Pectorale 11–14; Ventrale 3.

## Arten
- Gattung Aulopus Cuvier, 1816

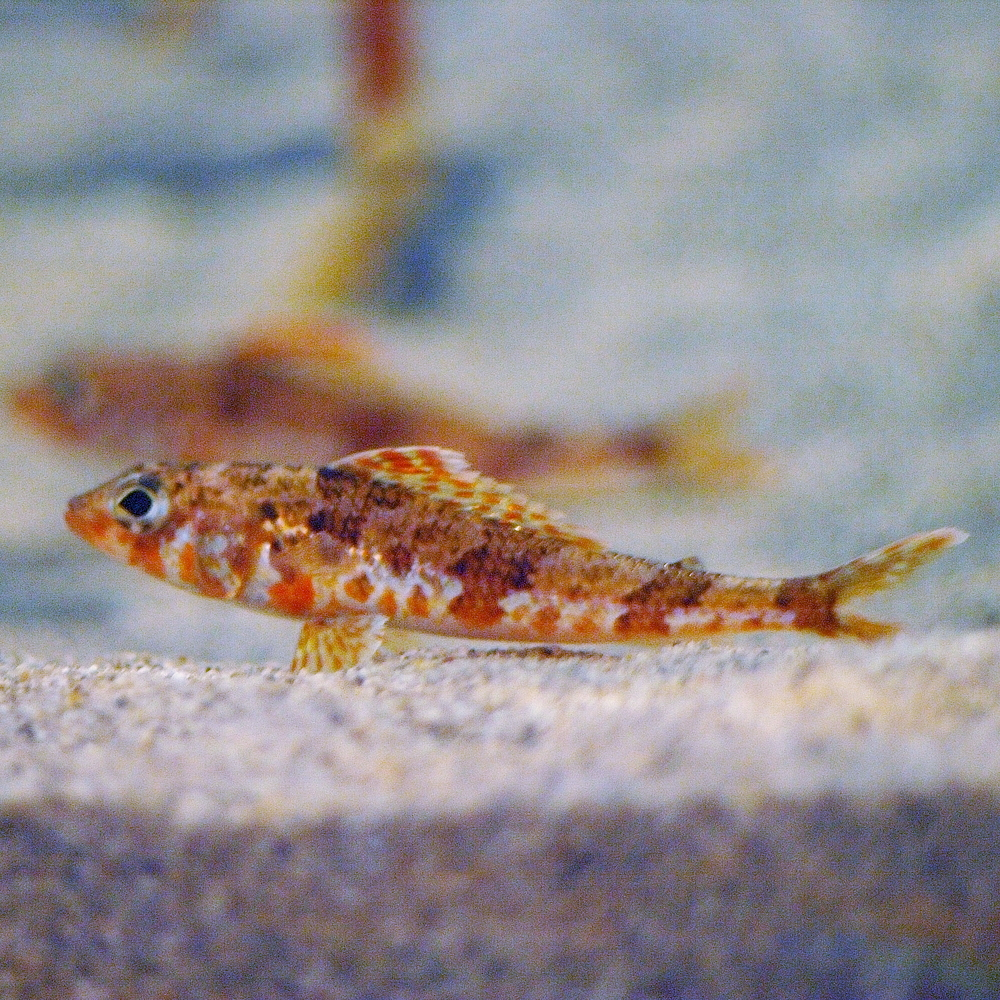
Hime japonica

  - Aulopus bajacali (Parin y Kotlyar, 1984)
  - Aulopus cadenati (Poll, 1953)
  - Aulopus diactithrix (Prokofiev, 2008)
  - Aulopus filamentosus (Bloch, 1792)
- Gattung Hime Starks, 1924
  - Hime capitonis Gomon & Struthers, 2015
  - Hime caudizoma Gomon & Struthers, 2015
  - Hime curtirostris (Thomson, 1967)
  - Hime damasi (Tanaka, 1915)
  - Hime formosana (Lee & Chao, 1994)
  - Hime japonica (Günther, 1877)
  - Hime microps Parin & Kotlyar, 1989
  - Hime pyrhistion Gomon et al., 2013
  - Hime surrubea Gomon & Struthers, 2015
- Gattung Latropiscis Whitley, 1931 
  - Latropiscis purpurissatus (Richardson, 1843)
- Gattung Leptaulopus Gomon et al., 2013
  - Leptaulopus erythrozonatus Gomon et al., 2013